# Bruce Chatwin
Charles Bruce Chatwin (* 13. Mai 1940 in Sheffield; † 18. Januar 1989 in Nizza) war ein britischer Schriftsteller.

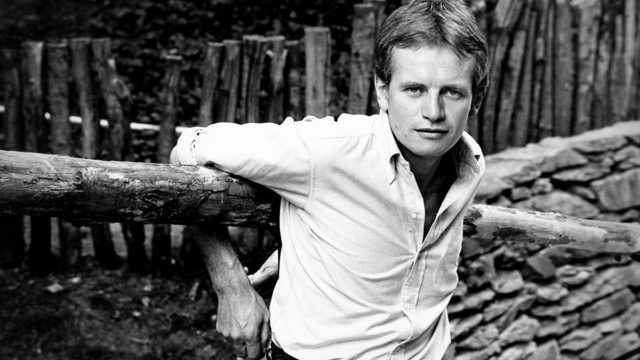
Bruce Chatwin

## Leben und Werk
Chatwin wurde 1940 in Sheffield, im heutigen South Yorkshire im Norden von England geboren. In den Kriegsjahren reiste seine Mutter mit ihm durch England, um bei Freunden und Verwandten vor den deutschen Luftangriffen Unterschlupf zu finden.
Statt das geplante Architekturstudium zu beginnen, arbeitete er mit 18 Jahren als Botenjunge für das Auktionshaus Sotheby’s.
Vier Jahre später war er bereits Direktor der Abteilung für impressionistische Kunst. Vorgeblich wegen eines Augenleidens gab er diese Stelle auf und reiste in den Sudan.
Danach studierte er in Edinburgh ein Jahr lang Archäologie, brach das Studium jedoch ab. 1973 wurde er Mitarbeiter der Sunday Times, zunächst als Berater für Kunst.
Bald darauf widmete er sich vielfältigen Themen, reiste für Interviews und Berichte durch die Welt. Im Dezember 1974 kündigte er dort, angeblich mit dem Telegramm an die Redaktion: „Für vier Monate fort nach Patagonien“.
Eine Begegnung mit der Architektin und Designerin Eileen Gray gab den entscheidenden Anstoß zu einer halbjährigen Reise nach Patagonien, um Überreste des Brontosaurus zu suchen. Hier wurde ihm klar, dass das Erzählen und Schreiben die für ihn angemessene Beschäftigung sei. Im März 1984 fuhr Chatwin gemeinsam mit Salman Rushdie über Afrika nach Australien und besuchte dort Alice Springs und Ayers Rock, um dort die Songlines der australischen Ureinwohner zu studieren. Daraus entstand sein Buch Traumpfade. Reisebücher wie In Patagonien und Traumpfade wurden Bestseller. Die Romane Auf dem schwarzen Berg und Der Vizekönig von Ouidah wurden verfilmt, letzterer unter dem Titel Cobra Verde durch den Regisseur Werner Herzog mit Klaus Kinski in der Hauptrolle. Ebenfalls verfilmt wurde der Roman Utz mit Armin Mueller-Stahl in der Hauptrolle.
Chatwin war seit 1964 mit der Amerikanerin Elizabeth Chanler verheiratet, die er von Sotheby’s kannte. Er war bisexuell und hatte wechselnde Affären mit teils prominenten Liebhabern. Elisabeth hatte mit den meisten Ehefrauen wenig gemein. „Die Liebe ändert sich nicht, wenn sie auf veränderte Umstände stößt“, meinte sie häufig. Über den gegenseitigen Respekt hinaus und trotz ihrer Probleme gab es ein echtes Bündnis, das dem Paar den Spitznamen „The Chattys“ (die Plaudertaschen) eingebracht hat.
1986 erkrankte Bruce Chatwin an AIDS, woran er 1989 in Südfrankreich starb. Ein angestrebter Eintritt in die griechisch-orthodoxe Kirche, den Chatwin aufgrund eines Besuches auf dem Berg Athos in Erwägung zog, kam aufgrund seines Gesundheitszustandes nicht zustande. Seine Asche wurde im Beisein seines Freundes Patrick Leigh Fermor neben einer kleinen Kirche in Kardamili auf der griechischen Halbinsel Peloponnes beigesetzt.

## Rezeption und Wirkung
Von Kritikern wurde Chatwin mangelndes Verständnis der beschriebenen Kulturen, besonders in Australien, und Rücksichtslosigkeit vorgeworfen. Ihm wurden auch Ungenauigkeiten und ein Hang zu freien Erfindungen unterstellt. Hingegen wurde Chatwins lakonischer Stil von Kritikern gelobt. Bei der Leserschaft wurde Chatwin durch seine plastischen Beschreibungen fremd wirkender Umgebungen populär. Auch seine große, mit kulturkritischer Tendenz artikulierte Begeisterung für das Nomadentum – er hielt sich selbst für einen Nomaden – faszinierte viele Leser. In seinen Büchern wird der Autor Chatwin nicht sichtbar. Salman Rushdie sagt im Interview:

„Ich kann seine technische Entscheidung, nicht über sich selbst zu sprechen, nicht kritisieren. Er beschloss, sein ganzes sexuelles und emotionales Ich aus seinem Werk herauszuhalten ....... Der Schlüssel zu dem Rätsel Bruce war das Fehlen von Liebe in seinem Werk. Um diesen unglaublich wichtigen Aspekt des menschlichen Lebens hatte er einen Vorhang gezogen.“

## Sonstiges
Bruce Chatwin verwendete auf seinen zahlreichen Reisen stets Notizbücher, die er als „carnets moleskines“ bezeichnete. Noch heute wird diese Tatsache werbewirksam vermarktet. Chatwin wird dahingehend zitiert, dass das Verlieren seines Reisepasses eine Trivialität sei, gegenüber dem katastrophalen Verlust seiner Notizbücher: „To lose a passport was the least of one’s worries: to lose a notebook was a catastrophe.“

## Preise und Auszeichnungen
- 1977: Hawthornden Prize
- 1979: E. M. Forster Award
- 1982: Whitbread Book of the Year Award, Kategorie Erstlingswerk (für Auf dem schwarzen Berg)
- 1982: James Tait Black Memorial Prize for Fiction

## Werke
- In Patagonia. Reisebericht. Jonathan Cape, London 1977, ISBN 0-224-01419-6.
  - In Patagonien. Rowohlt, Reinbek 1981, ISBN 978-3-498-00854-3.
- The Viceroy of Ouidah. Roman. Jonathan Cape, London 1980, ISBN 0-224-01820-5.
  - Der Vizekönig von Ouidah. Rowohlt, Reinbek 1982, ISBN 3-498-00859-5.
- On the Black Hill. Roman. Jonathan Cape, London 1982, ISBN 0-224-01980-5.
  - Auf dem schwarzen Berg. Claassen, Düsseldorf 1983, ISBN 3-546-41796-8.
- Patagonia Revisited. Gespräch mit Paul Theroux. Michael Russell, Salisbury 1985, ISBN 0-85955-099-0.
  - Wiedersehen mit Patagonien. Hanser, München 1992, ISBN 3-446-16480-4.
- The Songlines. Roman. Jonathan Cape, London 1987, ISBN 0-224-02452-3.
  - Traumpfade. Hanser, München 1990, ISBN 3-446-15526-0.
- Utz. Roman. Jonathan Cape, London 1988, ISBN 0-224-02608-9.
  - Utz. Hanser, München 1989, ISBN 3-446-15394-2.
- What Am I Doing Here. Essays. Jonathan Cape, London 1989, ISBN 0-224-02634-8.
  - Was mache ich hier. Hanser, München 1991, ISBN 978-3-446-16014-9.
- Photographs and Notebooks. Fotografien. Jonathan Cape, London 2010, ISBN 0-224-03654-8.
  - Auf Reisen. Hanser, München 1993, ISBN 3-446-17549-0.
- Anatomy of Restlessness. Schriften aus dem Nachlass. Jonathan Cape, London 1996, ISBN 0-224-04292-0.
  - Der Traum des Ruhelosen. Hanser, München 1996, ISBN 3-446-18739-1.
- Winding Paths. Fotografien. Jonathan Cape, London 1998, ISBN 0-224-06050-3.
  - Verschlungene Pfade. Hanser, München 1999, ISBN 3-446-19804-0.
- Under the Sun. The Letters of Bruce Chatwin. Ausgewählt und herausgegeben von Elizabeth Chatwin und Nicholas Shakespeare. Jonathan Cape, London 2010, ISBN 978-0-224-08989-0.
  - übersetzt von Anna und Dietrich Leube: Der Nomade. Briefe 1948–1988. Hanser, München 2014, ISBN 978-3-446-24469-6.

Die meisten deutschen Übersetzungen verfasste Anna Kamp.

## Verfilmungen
- 1987: Cobra Verde
- 1988: Black Hill (On the Black Hill)
- 1991: Nach Patagonien
- 1992: Utz
- 2019: Der Nomade – Auf den Spuren von Bruce Chatwin (BBC/ZDF, Dokumentation von Werner Herzog, 90 min)